# Martina Ema Gasparovič
Martina Ema Gasparovič,   
rodným jménem Martina Gasparovičová (* 9. ledna 1961, Praha) je česká herečka a vysokoškolská pedagožka. V divadle a ve filmu bývala uváděna i jako Martina Gasparovičová, Martina Bezoušková nebo Martina Gasparovič Bezoušková. 

## Životopis
Narodila se v Praze na Malé Straně v umělecké rodině malířky Emy Blažkové Gasparovičové (1924–2003) a Martina Gasparoviče (1923–1989). Je jedním ze čtyř dětí – sestra Jana (* 1951), bratři Lukáš (* 1953) a Marek (* 1954). Od předškolního věku se věnovala klasickému baletu v přípravce Národního divadla, stepu, zpívala v Dětském pěveckém sboru Českého rozhlasu. Později soutěžila ve společenském tanci.
V letech 1976–1980 studovala na Střední zdravotnické škole v Praze 1 obor zubní laborant.
Po maturitě byla přijata ke studiu na Katedře činoherního divadla, obor herectví DAMU, kde úspěšně absolvovala v roce 1984, titulem MgA. K pedagogům jejího ročníku patřili mj. Jana Hlaváčová, František Laurin, Jiří Klem, Miloš Nedbal, Eva Kröschlová, Alena Livorová, František Štěpánek, Evžen Němec, Jan Císař, Jiřina Tejkalová, Jan Dušek, Jana Makovská, Antonín Dvořák. V ročníku s ní absolvovali také např. Martin Zahálka, Petr Dohnal, Stanislav Lehký, Josef Vrána, Jiří Kalužný, Roman Šmejkal, Romana Chvalová, Alexandra Tomanová, Petra Cibulková, Eva Režnarová, Jitka Sedláčková, v oboru režie - dramaturgie pak Jan Burian, Jakub Korčák, Martin Nezval, Anna Dudková, Jana Klimentová.
Od roku 2014 působí jako odborná asistentka jevištní mluvy na Katedře činoherního divadla DAMU  . Od roku 2016 přednáší na Filozofické fakultě UK v Praze na Univerzitě třetího věku program "Mluvit či nemluvit", "Cesta k úspěchu je dlážděná slovy", "Slovo je lék i zbraň", "Mluvím, tedy jsem" a "Je to pravda odvěká, slova dělaj člověka". Současně od roku 2018 vyučuje na Konzervatoři a střední škole Jana Deyla, kde je i členkou umělecké rady   a také na Mezinárodní konzervatoři Praha. 
Přednáší také na Diplomatické akademii a v Planetáriu a hvězdárně Praha.
Lektoruje semináře hlasové a mluvní výchovy na Loutkářské Chrudimi , slouží také jako lektor liturgického čtení Církve československé husitské v kostele sv. Mikuláše na Starém Městě v Praze a rovněž spolupracuje s amatérskými divadelními soubory.

## Rodina
Jejím manželem byl Martin Bezouška (* 1955), český scenárista a dramaturg. Mají spolu čtyři děti: Jan (* 1985)  , Patrik (* 1993), Anna (* 1996) a Jáchym (* 1998).

## Divadelní role, výběr

### Divadlo DISK(1983–1984)

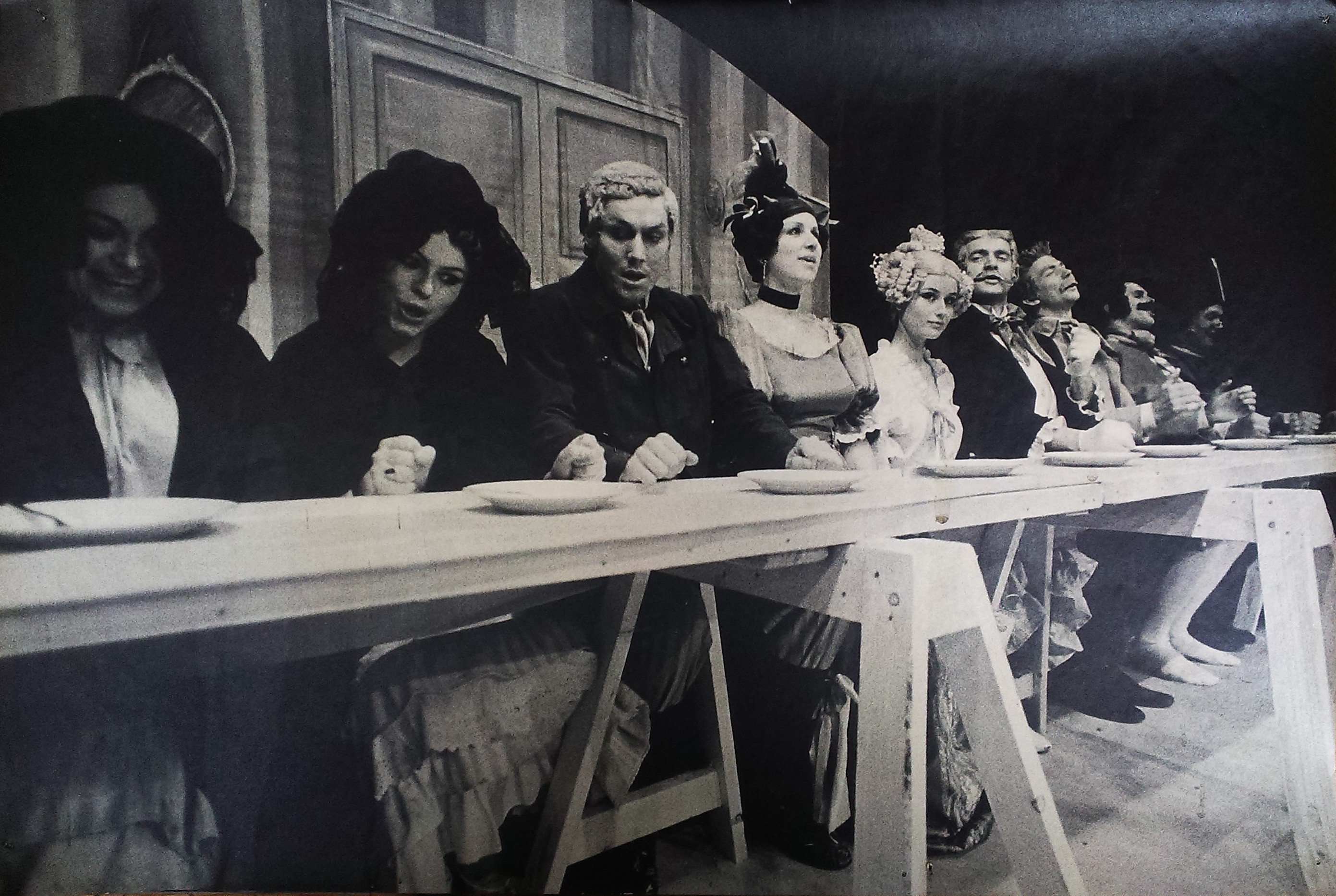
Martina Ema Gasparovič v roli Minky (v bílém) ve hře V. K. Klicpery Každý něco pro vlast (Divadlo DISK, 1983/1984, režie Jan Burian)

- V. K. Klicpera,Každý něco pro vlast, absolventská role: Minka, režie Jan Burian
- T. Wilder: Naše městečko, Rebeka Gibbsová, režie Lájos Horváth
- W. Shakespeare: Troilus a Kressida, Andromache, režie František Štěpánek
- R. Avermaete: Kravská řež, paní de Fallais, režie Lájos Horváth
- bratři Čapkové: Lásky hra osudná, Isabella, režie Evžen Němec
- A. Arbuzov: Kruté hry, Ljubasja, režie Hana Ižofová

### Realistické divadlo(1982–1985)
- Jean Giraudoux: Ondina, Hraběnka Violanta, víla, režie Luboš Pistorius

### Viola(1982–1985)
- Eva Kröschlová (úprava): Staročeské vánoční hry, Anděl, režie Eva Kröschlová

### Divadlo v Řeznické, soubor Pradivadlo (1982–1985)
- Princeznina bota, Princezna Jasněnka, režie Jan Marek[15]

### DVÚ Hradec Králové(1984–1985)
- Jerome Chodorov: Dva na schodišti, režie Otakar Prajzner
- Václav Tomšovský: Jak se čerti ženili, režie František Bahník
- Karel Čapek: Loupežník, Mimi, režie Jaromír Staněk

### Středočeské divadlo Kladno – Mladá Boleslav(1988–1990)
- Leonid Andrejev: Ten, který dostává políčky, Consuella, režie Miloš Horanský
- Carlo Goldoni: Náměstíčko, Gneze, režie Krystina Taberyová
- Rudyard Kipling: Kniha džungle, Bílý jelen, režie Václav Martinec
- F. Vodseďálek: Mojžíš, Princezna Egyptská, režie Hana Burešová
- Josef Lada: Byl jednou jeden drak, Hraběnka Babáčková, režie Karel Brožek
- Aristofanés: Lysistrata, režie Miloš Horanský
- William Shakespeare: Kupec benátský, Jessica, Shylockova dcera, režie Gerik Císař
- Jean Anouilh: Tomáš Becket, režie Gerik Císař
- Hervé: Mam'zelle Nitouche, Anděl Strážný, Claudine, Důstojník, Klášterní sestra, Tanečnice, režie Hana Burešová
- Šolom Alejchem: Tovje vdává dcery, dcera, režie Karel Brožek

## Filmografie, výběr
- 1982 Na konci diaľnice, role: Zuzka, režie Ján Zeman
- 1982 Zelená vlna, Stopařka, režie Václav Vorlíček
- 1983 O statečném kováři, princezna, babice, skřet – postsynchron, režie Petr Švéda
- 1984 Kariéra, gymnastka Miluška, režie Julius Matula
- 1984 Kouzelníkův návrat, Jůlinka, režie Antonín Kachlík
- 1984 Oldřich a Božena, Dívka z družiny Boženy, režie Otakar Vávra
- 1985 Vlak dětství a naděje, Madona, režie Karel Kachyňa
- 1986 Mladé víno, Jana, Richardova nová přítelkyně, režie Václav Vorlíček
- 1986 Černé sklo, režie Milan Cieslar
- 1987 Nejistá sezóna, fanynka, režie Ladislav Smoljak
- 1986 Počkej si na bílé štěstí (TV seriál), Skořepová, režie Vladimír Blažek
- 1987 O houslích krále snů, Markétka, režie Věra Jordánová
- 1988 Anděl svádí ďábla, Společnice, režie Václav Matějka
- 1989 Uzavřený okruh, Karlina kamarádka, režie Václav Matějka
- 2000 Kytice, Matka, režie F. A. Brabec
- 2007 Bestiář, Tetička, režie Irena Pavlásková
- 2010 Cesty domů (TV seriál), Dvořáčková, režie Jaromír Polišenský, Jiří Adamec
- 2010 Bystroletov, Štererová, režie Valeri Nikolajev
- 2010 Ze závislosti do nezávislosti, Vrchní sestra, režie Alan Lederer
- 2011 V peřině, Zákaznice, režie F. A. Brabec
- 2012 Život je ples, Žena z vily Zelenky, (TV seriál), režie Petr Slavík
- 2013 48 hodin Rande, Parťačka, režie Andy Primusová
- 2014 Doktoři z Počátků (TV seriál), Oddávající, díl Soudy a předsudky, režie Libor Kodad
- 2014 Vejška, Docentka, režie Tomáš Vorel
- 2014 Případy 1. oddělení (TV seriál), Matka, režie Peter Bebjak
- 2015 Doktor Martin (TV seriál), Doktorka Eda, režie Petr Zahrádka
- 2015 Záhadný, Manželka, režie Tomáš Magnusek
- 2016 Žena v červeném, Žena v červeném, režie Andy Primusová
- 2016 Řachanda, Královna, režie Marta Ferencová
- 2016 Přistoupili? (krátký film), průvodčí, režie Tereza Pospíšilová
- 2017  Modrý kód (TV seriál), Sociální pracovnice, režie Vojtěch Moravec, Libor Kodad
- 2022  Oběť, Matrikářka, režie Michal Blaško
- 2022  Jitřní záře, Ředitelka školy, režie Dan Wlodarczyk